# Прапор і герб кантону Граубюнден
Герб кантону Граубюнден поєднує елементи гербів старих Трьох Ліг. На ньому зображено козерога внизу та розтяту та почетвернену форму зверху. Герб був затверджений Малою радою 8 листопада 1932 року і офіційно визнаний Федеральною радою в лютому 1933 року.

## Герб та варіанти
Герб герба виглядає так: «Перетятий та зверху напіврозтятий: 1-ше поле розтяте на чорний колір та срібло; 2-ге поле синьо-золото почетвертовано з розрізаним хрестом у перемінних кольорах; у 3-му срібному — чорний, прямостоячий козеріг».

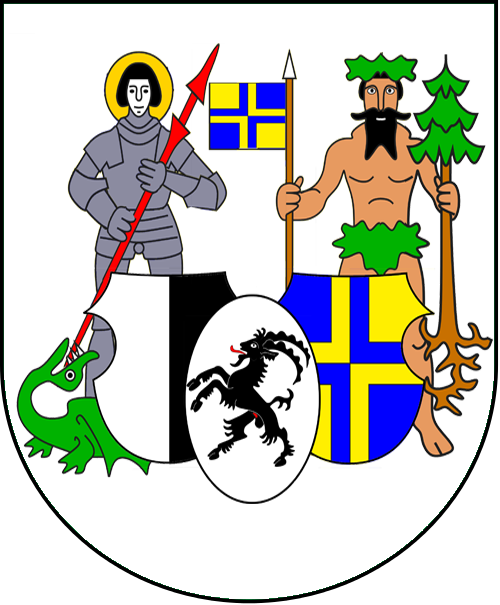
Старий герб кантону (1803—1932)

Розміри почетвертованого хреста (для Ліги десяти судів) не є обов'язковими, але загальноприйнятим є зображення, в якому ширина поперечних балок хреста дорівнює чверті ширини поля, іноді ширина балок займає також третину поля. У графічному зображенні герба, яке використовується кантональними органами влади (з 1982 року), синій і золотий кольори розділені тонкою чорною лінією. Хоча це також не є обов'язковим, прийнято зображати вертикального козла (для Ліги Божого Дому) з язиком і пенісом червоного кольору; крім того, в сучасному офіційному зображенні повіки також намальовані червоним кольором.
Сьогодні рідко зображується повний герб зі щитотримачами, але ще в 1930-х роках новий кантональний герб іноді зображувався з усіма трьома щитотримачами: Святим Юрієм праворуч (для Сірої ліги), Дівою Марією (для Ліги Божого дому) посередині за щитом і дика людина (для Ліги десяти юрисдикцій) ліворуч. Геральдичний диск, створений Алоїсом Карігіє в 1942 році, зображує тих самих щитотримачів.
Вексилологічний опис прапора Граубюндена: «Розділений навпіл: у 1-й частині (біля древка) чорно-білий; у 2-й частині синьо-жовтий з почетвертованим хрестом, що перетинає обидві частини; у 3-й частині білий з чорним козлом з червоною язичком і червоним оком». Козерог завжди повинен бути повернений у бік древка.
Прапор і герб ідентичні. Козерог дивиться в бік флагштока, а на гербі — у бік геральдичної правої руки.

## Кольори
Кольори кантону були встановлені Великою радою 5 травня 1803 року в такому порядку: сірий, білий та синій. Для визначення кольорів було взято один колір з кожного герба Трьох Ліг: сірий означає Сіру Лігу, білий — Лігу Божого дому, а синій — Лігу десяти юрисдикцій. На практиці, з моменту введення герба в 1932 році, колір сірий (некласичний для геральдики) зазвичай замінюють на чорний.

## Історія

### Від заснування Вільної держави Трьох ліг до 1803 року
Для Вільної Держави Трьох Ліг не було спільного герба. Кожна з трьох ліг використовувала свій власний герб, причому три герби зображувалися поруч на фасадах і монетах в історичному порядку ліг. Ліворуч — Верхня або Сіра Ліга, посередині — Ліга Божого дому, а праворуч — Ліга десяти юрисдикцій.

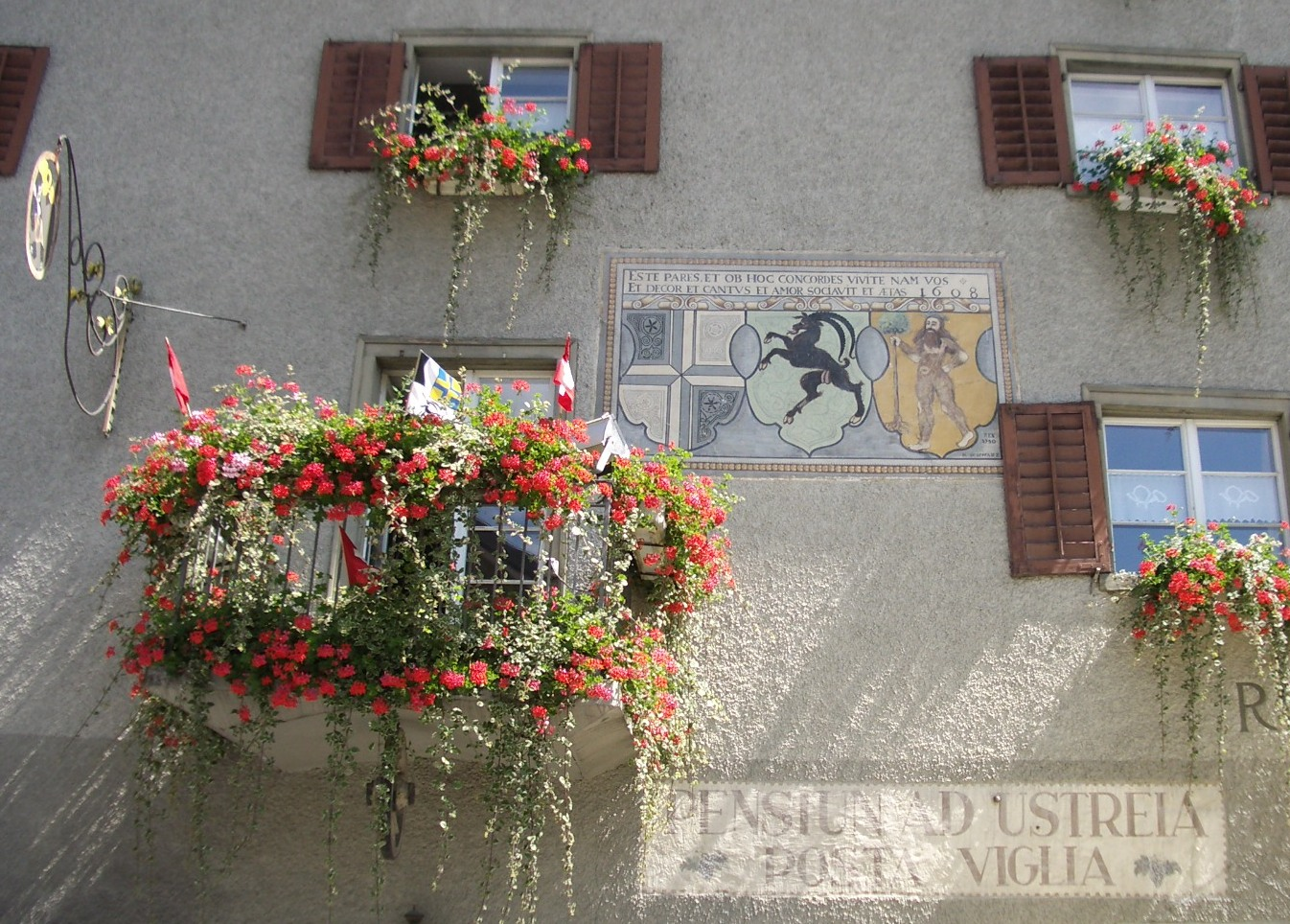
Федеральний герб у Ціллісі з 1608 року
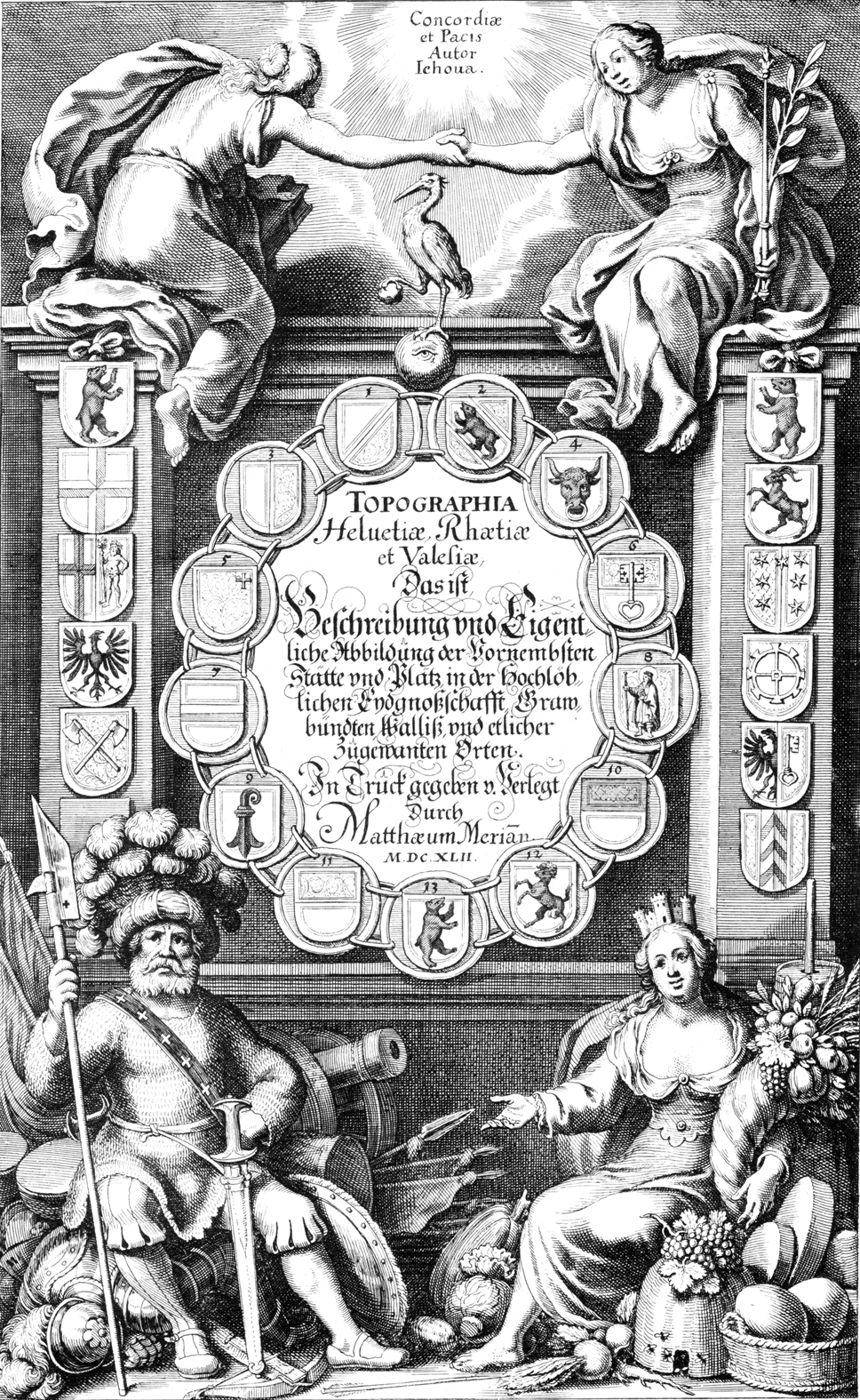
Герб трьох ліг на титульній сторінці «Топографії Гельвеції» 1664 року
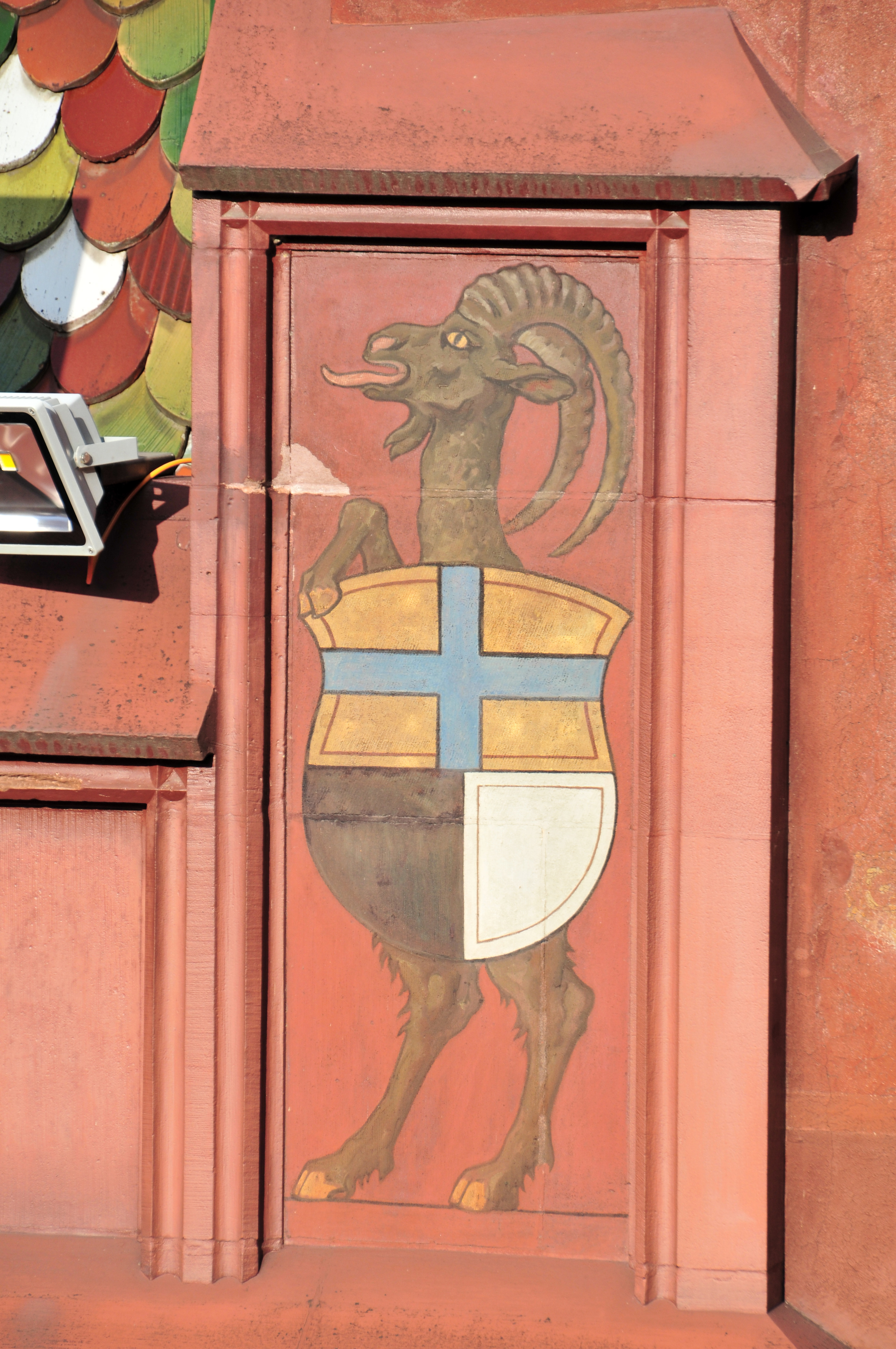
Герб Ліги десяти юрисдикцій та Сірої ліги на зубцях муру у внутрішньому дворі Базельської ратуші, близько 1514 року (герб Церковної Ліги зображено окремо на зубцях муру зовні)

Сіра ліга була вільною державою, що існувала між 1395 і 1798 роками. У вічному союзі, укладеному 4 лютого 1395 року між трьома сеньйорами, а саме Жаном д'Іланц, абатом Дізентіса, «Могутнім» Ульріхом II Реценським та Альбертом фон Саксом, ця ліга, також відома як Вища ліга, вже в XV столітті мала герб, що складався з білого хреста на червоному тлі, який то був перехресним, то роздвоєним. Перше архівне зображення щита, розділеного на чорну та срібну частини, датується 1505 роком. Ближче до кінця XV та початку XVI століття Верхня, або Сіра ліга використовувала два герби поруч. Один герб зображував чотирикутний хрест на підставці. Спочатку фон іноді був червоним, а хрест білим; пізніше червоний колір поля зник і був замінений розчетвертеним сірим або чорно-білим хрестом, що чергувався кольорами. Інший герб зображував щит, розділений на сірий та білий кольори, зі Святим Георгієм як щитотримачем. Цей другий варіант використовувався у федеральній печатці з 1505 року. Однак інший варіант продовжував використовуватися для фасадних розписів та загального зображення федерального герба до XVIII століття. Герб Сірої ліги існував одночасно і засвідчений у різних документах аж до 1798 року. Чорний колір використовується тому, що в геральдиці сірого кольору не існує. Сірий колір походить від сірого одягу, який носили засновники ліги, а також від туманів, які часто траплялися в долинах. Геральдист Адольф Готьє також пояснює, що чорний колір символізує каламутні води Рейну, до яких приєднуються води Глогна біля Іланца, а слово «Гріш» означає «стародавній», оскільки народи долин вважали себе єдиними справжніми корінними мешканцями регіону.

Герб Сірої ліги, варіант із почетвертованим хрестом
Герб Сірої ліги, варіант зі щитом, розділеним на сіре та біле поле

Чорний козел на срібному тлі, емблема Ліги Божого дому та геральдична тварина Курських єпископів, був зображений у кафедральному соборі Чура ще в 1252 році. Пізніше його прийняла Асоціація єпископських дворів. Щитотримачкою була Марія, зображена як Богоматір. Ліга Божого дому була заснована 29 січня 1367 року у Курі. Вона була створена для захисту своїх інтересів від Габсбургів, а також від зростаючого значення єпископального Курського князівства. Його герб представляв собою чорного козла на сріблі. Перша зафіксована поява козла, що представляє території, датується 1252 роком, але козел не був знайдений на щиті, а лише в реліквії, присвяченій Луцію Курському. Лише у 1291 році козел з'явився як геральдична фігура. Козерога перейняла родина Вікторідів з якої походив Віктор I, граф Курський. Козел тоді представляє мужню тварину, яка, за словами геральдиста Адольфа Готьє, могла б легко відповідати роду воїнів, як-от у Вікторідів, або горцям регіону. Білий колір символізує льодовики та середовище проживання козла.

Герб Ліги Божого дому

Ліга десяти юрисдикцій була створена 8 червня 1436 року  у Давосі. Він набув своєї форми після смерті Фрідріха VII Тоггенбургського, що ознаменувало кінець лінії дому Тоггенбургів. Для захисту своїх спільних інтересів об'єдналися десять юрисдикцій Брінзаульса, Кастеля (Луцайна), Курвальдена, Давосу, Клостерса, Лангвіса, Маєнфельда, Маланса, Санкт-Петера та Ширса. Десять гербів цих сіл досі існують, усі вони виконані в блакитному (синьому) та золотому (жовтому) кольорах. Їхнім гербом був герб Давосу, але першим відомим гербом був простий хрест (1528). Цей хрест був білим на синьому фоні (1548), іноді дикун, що тримає ялину, супроводжував синій хрест на жовтому фоні (1564), а іноді хрест був жовтим на синьому фоні (1605). Хрест представляє римську цифру X (10), але Адольф Готьє згадує у своїй книзі, що число 10 писали саме так (+) у долинах. Щитотримачем був «дикий чоловік», який тримав у правій руці хрестовий прапор, а в лівій — вирвану з корінням ялину. Дикун представляв би кістки великого ссавця, знайденого в цьому регіоні, а ялина мала б складатися з десяти гілок, що символізують десять юрисдикцій. Старіші версії іноді зображують простий (не розділений на чотири частини) хрест або тільки хрест. У печатці 1643 року союз використовував розділений на чотири частини хрест у змінених кольорах на щиті, розділеному на чотири частини синім і жовтим кольорами. Крім цих форм герба існували ще дві форми, які використовувалися тільки тоді, коли три герби Союзу зображувалися поруч: Дикий чоловік, що тримає ялину, окремо або Дикий чоловік, що тримає ялину, в розділеному щиті, де в правій половині зображений синій хрест на золотому тлі.

Герб Ліги Десяти юрисдикцій, варіант з Дикою Людиною
Герб Ліги Десяти юрисдикцій, варіант із розчленованим хрестом

Три герби вперше були об'єднані в одному щиті на медалі Якоба Стампфера 1548 року, де розділений герб Сірого союзу був розміщений у верхньому лівому куті, козерог Союзу Божого дому — у верхньому правому куті, а простий хрест Союзу десяти юрисдикцій — у нижньому полі. Однак цей дизайн не набув поширення, тому до 1799 року на печатках союзів залишалося поєднання щитів.

### З 1803 року до теперішнього часу

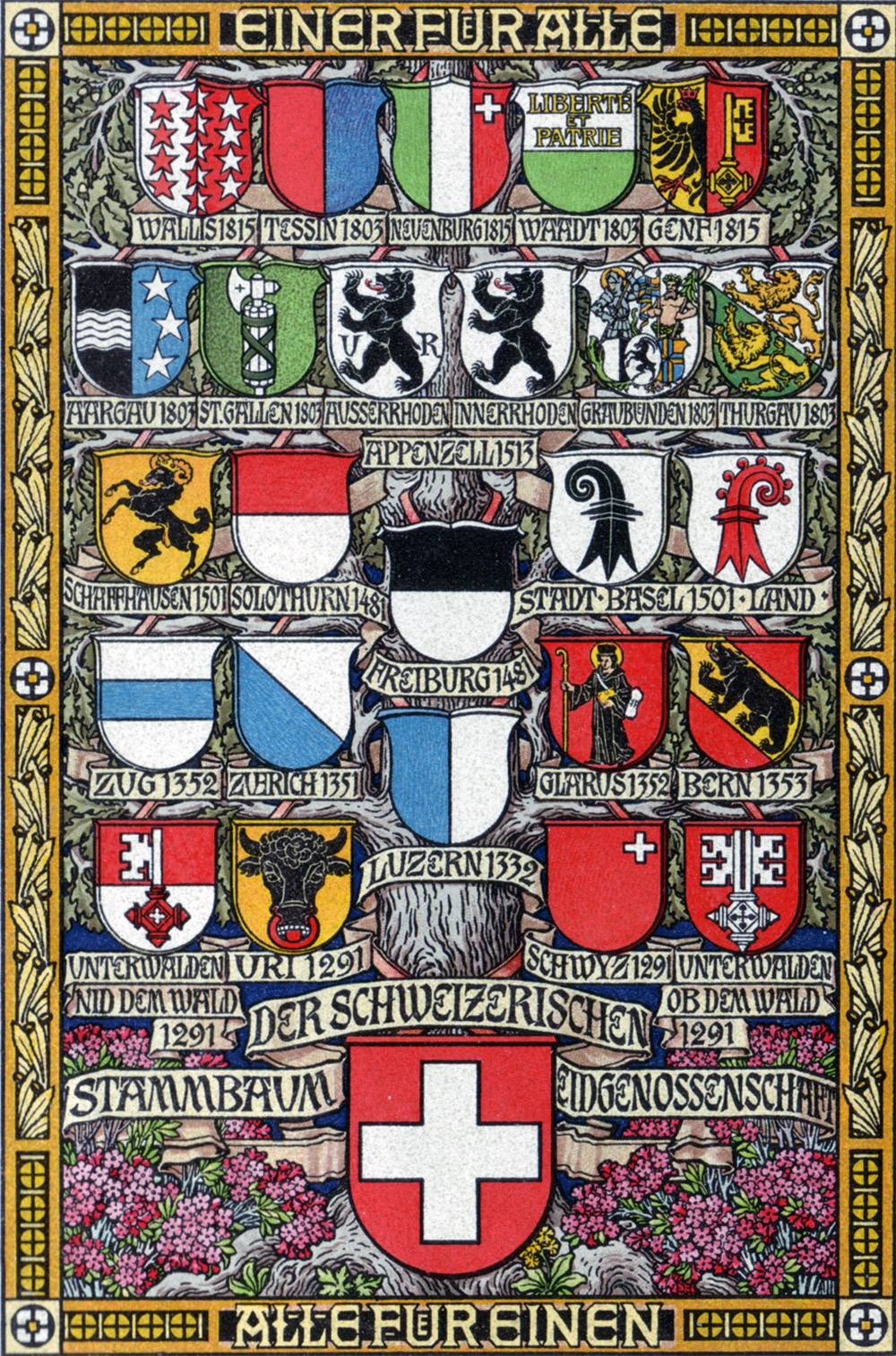
Зображення генеалогічного дерева кантонів зі старим гербом кантону Граубюнден

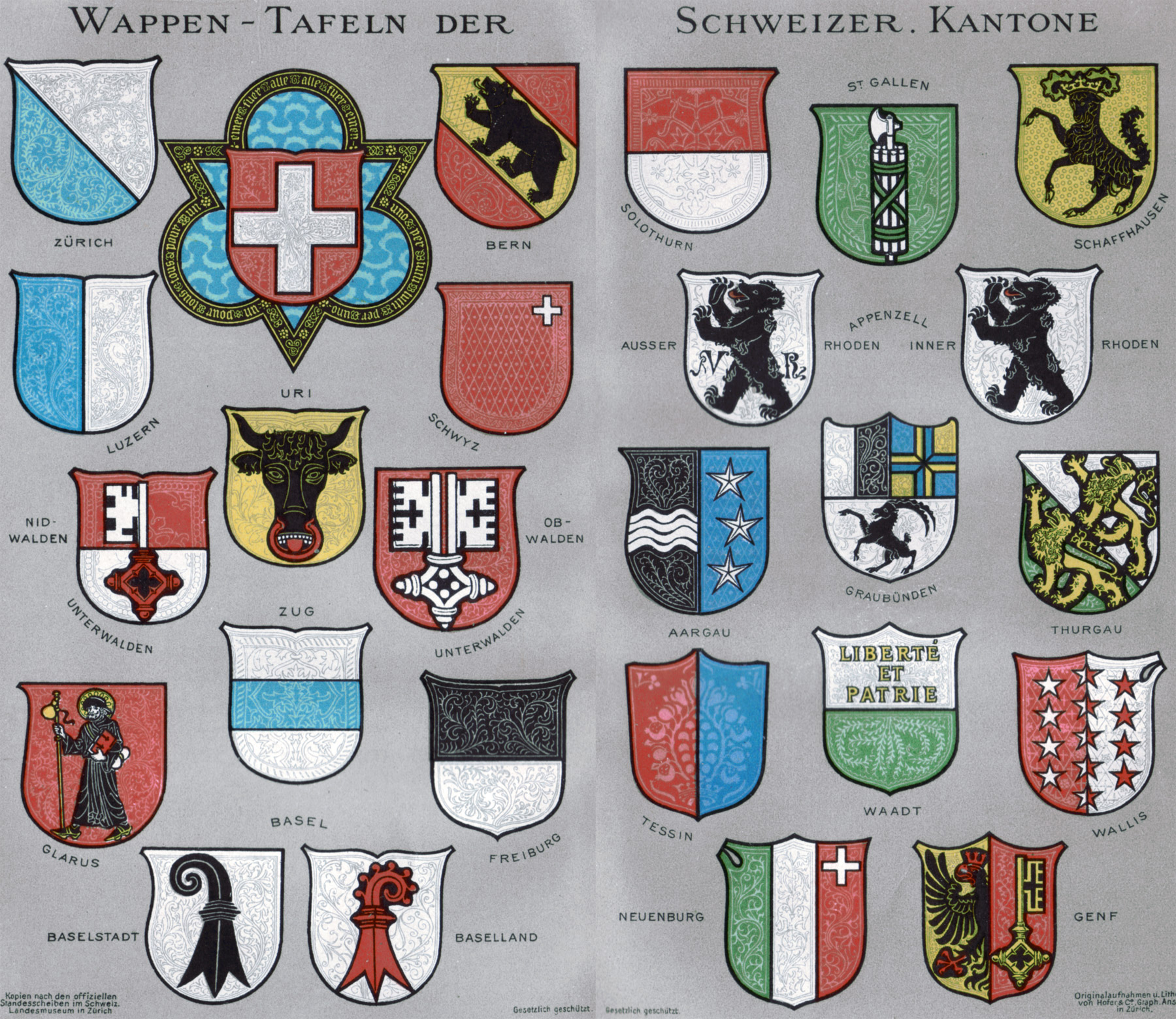
Зображення гербів кантонів у Національному музеї з варіантом кантонального герба роботи Йозефа Цемпа

З моменту заснування кантону в 1803 році до 1932 року герби Трьох союзів продовжували бути представлені поруч. 26 квітня 1803 року Велика рада затвердила новий малюнок герба кантону з нагоди приєднання Граубюндена до Швейцарської Конфедерації. Три герби були розташовані поруч один з одним всередині щита, причому щит Божого дому був у центрі і на передньому плані, майже наполовину перекриваючи два інших герби: праворуч герб Граубюндену, ліворуч герб Десяти юрисдикцій. Композиція була розміщена всередині щита ліворуч від Святого Георгія, праворуч від Дикого чоловіка. Марія як щитоноска Божого дому була відсутня. Крім того, існував також варіант із щитом Божого дому у вигляді овалу в центрі, до якого були додані два інших герби зі щитоносцями, які лише злегка перекривали його.
Ця геральдично неправильна та складна для реалізації форма герба залишалася чинною до 1895 року, коли уряд Граубюндена попросили надати диск з гербом для арсеналу Швейцарського національного музею в Цюриху. Історик мистецтва Йозеф Цемп обрав для зображення форму овала 1548 року, включаючи сучасне розташування федерального герба. Диск був виконаний у 1896 році та викликав нову дискусію щодо кантонального герба. Однак кантональна рада відхилила офіційну заміну герба у 1911 році. Новий герб використовувався знову і знову з того часу, навіть у брошурі Федеральної канцлерської відомства про кантональні герби у 1931 році. Лише 24 травня 1932 року Велика рада затвердила новий герб як офіційний герб Граубюндена, де було визнано трьох оригінальних щитотримачів: Святого Юрія, Марію та дикого чоловіка. Порівняно з дизайном Цемпа 1896 року, кольори герба Сірої ліги були змінені місцями, так що чорний колір з'явився в правому полі розділеного щита. Офіційний опис герба був встановлений постановою уряду Граубюндена від 8 листопада 1932 року.

## Інші вексилологічні та геральдичні зображення
Прапор також випускається у вигляді орифлами, з хвостом або з плоскою основою. Прапор-орифлама кантонів, на якому у верхній частині зображено прапор кантону, а в нижній частині — кольори кантону, називається «повним» прапором.
Герб знаходиться на задніх номерних знаках транспортних засобів, зареєстрованих у кантоні Граубюнден.

Герб також можна знайти на локомотивах Ретійської залізниці.

Повний прапор Граубюндена
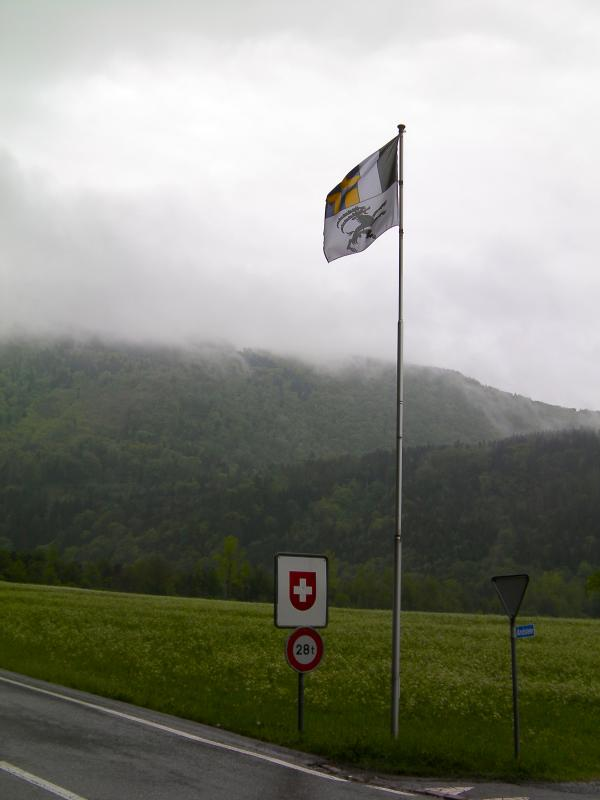
Прапор Граубюнден на кордоні між Ліхтенштейном та Швейцарією
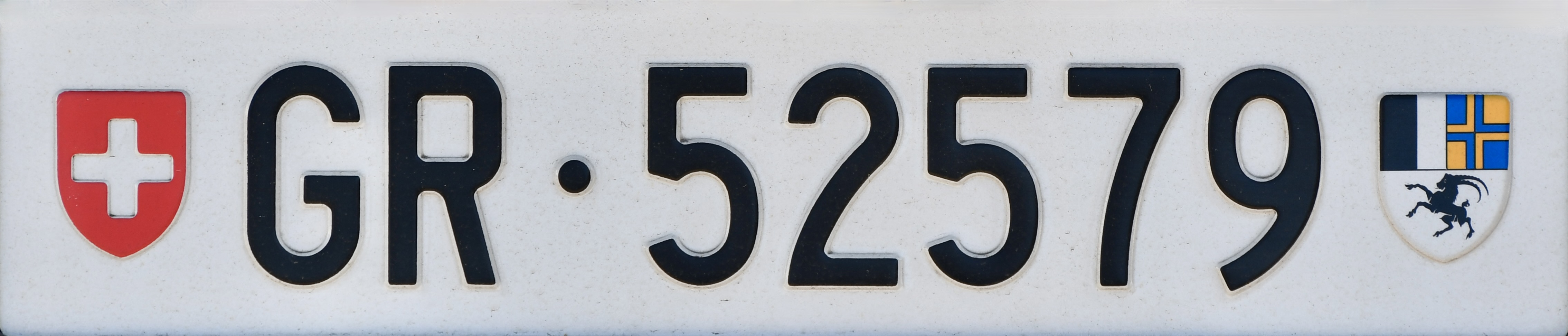
Граубюнденський задній номерний знак
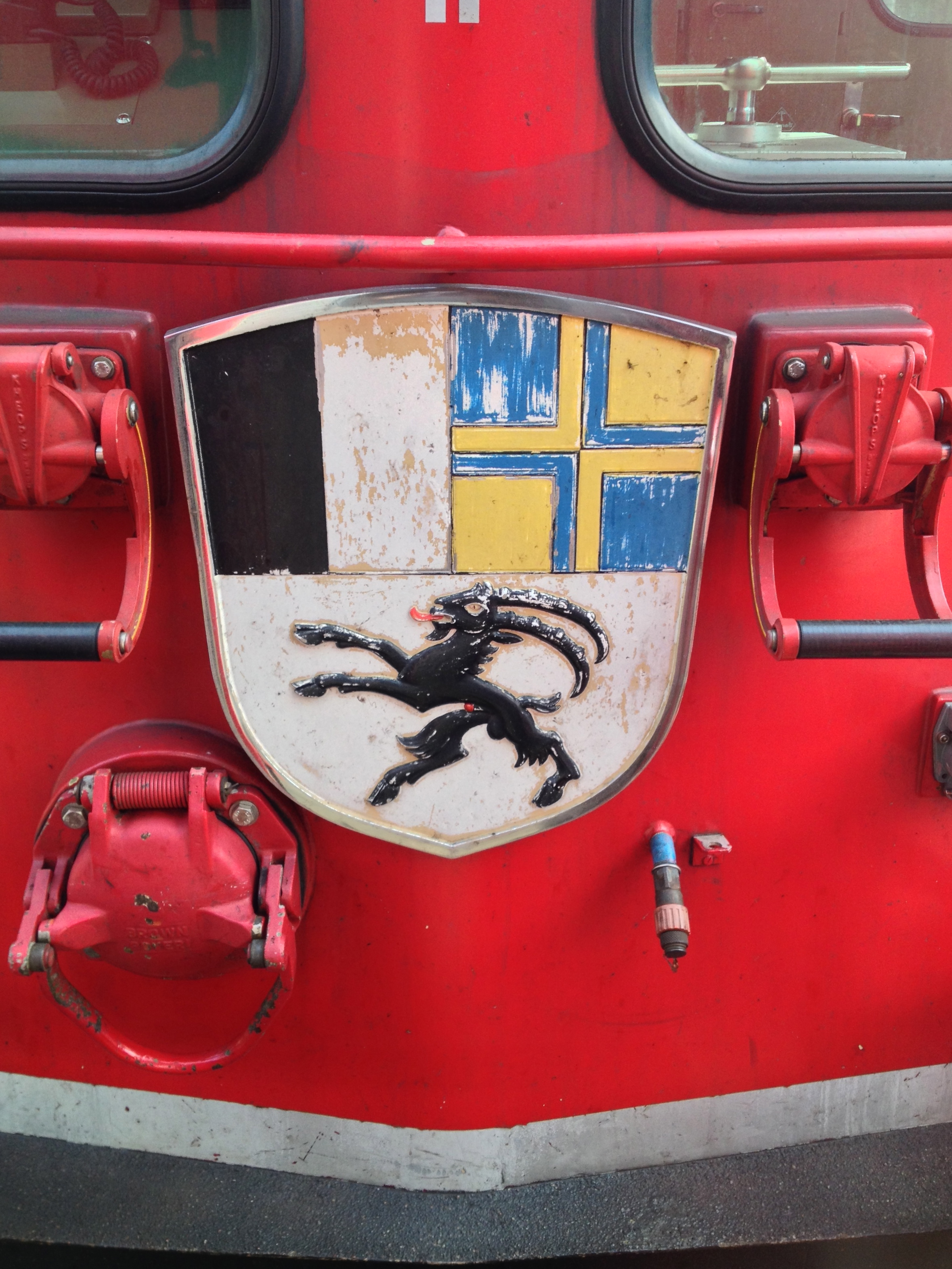
Герб на локомотиві Ретійської залізниці

## Вебпосилання
- Герб. Опис (герб). У: gr.ch. Вебсайт кантону Граубюнден